# Halkirk (Regno Unito)
Halkirk (in gaelico scozzese: Hacraig) è una località di circa 1.000 abitanti della Scozia settentrionale, facente parte dell'area di consiglio dell'Highland e della contea storica di Caithness e situata lungo il corso del fiume Thurso.
Si tratta di un'ex-sede vescovile.

## Geografia fisica
Halkirk si trova a 10 chilometria chilometri a sud della città costiera di Thurso.

## Origini del nome
Il toponimo Halkirk deriva dall'antico nordico Ha-kirkju, che significa "Chiesa elevata".

## Storia
Nel corso del XIII secolo, il vescovo di Caithness trasferì la propria sede da Scrabster a Halkirk. In seguito, però, il suo successore si trasferì a Dornoch.

## Monumenti e luoghi d'interesse

### Architetture militari

#### Braal Castle
Tra i principali monumenti di Halkirk, figurano le rovine del Braal Castle, risalente probabilmente alla seconda metà del XIV secolo e che fu una delle sedi principali dei signori di Caithness.

### Architetture civili

#### New Braal Castle
Nei pressi dell'antico Braal Castle, fu costruito un castello omonimo (noto come New Braal Castle, per distinguerlo dal castello preesistente) nel XIX secolo.

#### Halkirk Bridge
Altro edificio d'interesse è il vecchio ponte, costruito nel 1731.

## Società

### Evoluzione demografica
Nel 2016, la popolazione stimata di Halkirk era pari a circa 970 abitanti, di cui 487 erano donne e 483 erano uomini.
La popolazione al di sotto dei 20 anni era pari a 171 unità (di cui 140 erano gli adolescenti e i bambini al di sotto dei 16 anni e 83 i bambini al di sotto dei 10 anni), mentre la popolazione dai 65 anni in su era pari a 264 unità (di cui 72 persone di età pari o superiore agli 80 anni).
La località ha conosciuto un lieve incremento demografico rispetto al 2011, quando la popolazione censita era pari a 980 abitanti, e al 2001. Il dato è però sempre superiore a quello del 2001, quando la popolazione censita era pari a 870 unità.

## Sport
- La squadra di calcio locale è lo Halkirk United Football Club, club fondato nel 1993[8]